# Eleccions parlamentàries finlandeses de 1919
Les eleccions parlamentàries finlandeses del 1919 es van celebrar el dia 1 de març de 1919. El partit més votat fou el socialdemòcrata, però es formà un govern d'agraris, liberals i suecs dirigit per Juho Vennola com a primer ministre de Finlàndia.

## Resultats
|                     |                                  |           |        |          |     |  |
| Partit              | Partit                           | Vots      | %      | Escons   | +/– |  |
|                     | Partit Socialdemòcrata           | 365,046   | 37.98  | 80 / 200 | 12  |  |
|                     | Lliga Agrària                    | 189,297   | 19.70  | 42 / 200 | 16  |  |
|                     | Partit de la Coalició Nacional   | 151,018   | 15.71  | 28 / 200 | Nou |  |
|                     | Partit Nacional Progressista     | 123,090   | 12.81  | 26 / 200 | Nou |  |
|                     | Partit Popular Suec              | 116,582   | 12.13  | 22 / 200 | 1   |  |
|                     | Partit de Treballadors Cristians | 14,718    | 1.53   | 2 / 200  | 2   |  |
|                     | Altres                           | 1,350     | 0.14   | 0 / 200  | =   |  |
| Total               | Total                            | 961,101   | 100    | 200      | =   |  |
|                     |                                  |           |        |          |     |  |
| Vots vàlids         | Vots vàlids                      | 961,101   | 99.51  |          |     |  |
| Invàlids / en blanc | Invàlids / en blanc              | 4,771     | 0.49   |          |     |  |
| Vots totals         | Vots totals                      | 965,872   | 100.00 |          |     |  |
| Votants Registrats  | Votants Registrats               | 1,438,709 | 67.13  |          |     |  |
| Font: Mackie & Rose |                                  |           |        |          |     |  |